# Joseph Dreher
Joseph Étienne Dreher (* 15. Mai 1884 in Marigny-l’Église, Département Nièvre; † 28. September 1941 in Chantenay-sur-Loire, Département Loire-Atlantique) war ein französischer Mittel- und Langstreckenläufer.
Bei den Olympischen Spielen 1908 in London schied er über 1500 m im Vorlauf aus. Im Drei-Meilen-Mannschaftsrennen wurde er Elfter in der Einzelwertung und gewann mit seinen Teamkollegen Louis Bonniot de Fleurac (8.) und Paul Lizandier (13.) die Bronzemedaille. 
1908 und 1909 wurde er Fünfter bei der französischen Meisterschaft im Crosslauf.
Joseph Dreher startete für den Métropolitain Club Colombes.